# Дорожній тунель Бьоцберг
Дорожній тунель Бьоцберг — автомагістральний тунель у Швейцарії. Тунель пролягає під перевалом Бьоцберг між Фріком і Баденом, у кантоні Ааргау, і є частиною автостради A3 від Базеля до Сарганса. Тунель завдовжки має 3 705 метрів, і був відкритий у 1996 році.
Тунель проходить приблизно паралельно залізничному тунелю Бьоцберг.